# Karl Bruchhaus
Karl Bruchhaus (* 26. Februar 1903; † nach 1980) war ein deutscher Jurist. Als Oberstaatsanwalt beim Volksgerichtshof wirkte er an zahlreichen politischen Todesurteilen der NS-Kriegsjustiz mit.

## Leben und Tätigkeit
Nach dem Schulbesuch studierte Bruchhaus Rechtswissenschaften. Mit Prüfungsdatum vom 8. Juni 1928 promovierte er an der Universität Köln zum Dr. jur.
Zu Beginn des Zweiten Weltkriegs wurde Bruchhaus, den Volker Hoffmann als „einen Mann der zweiten Generation der Nazi-Anwälte“ kennzeichnet, als Ankläger beim Volksgerichtshof berufen. Gemäß den Angaben des 1965 in der DDR publizierten Braunbuches über Kriegsverbrecher in der Bundesrepublik war Bruchhaus in seiner Eigenschaft als Erster Staatsanwalt und Vollstreckungsleiter beim Oberreichsanwalt (Vertreter des Oberreichsanwaltes beim Volksgerichtshof) während der Kriegsjahre als Ankläger an mindestens 33 von diesem Gericht verhängten Todesurteilen beteiligt. Der Journalist Walter Oehme gelangte aufgrund der großen Zahl von Menschen, die Bruchhaus während des Krieges dem Henker überantwortet hatte, später aufgrund der Durchsicht der Akten des Volksgerichtshofes zu der Auffassung, dass Bruchhaus’ Name sich wie „der Geist des Bösen und der Vernichtung“ durch die Rechtsprechung des Volksgerichtshofes gezogen habe.

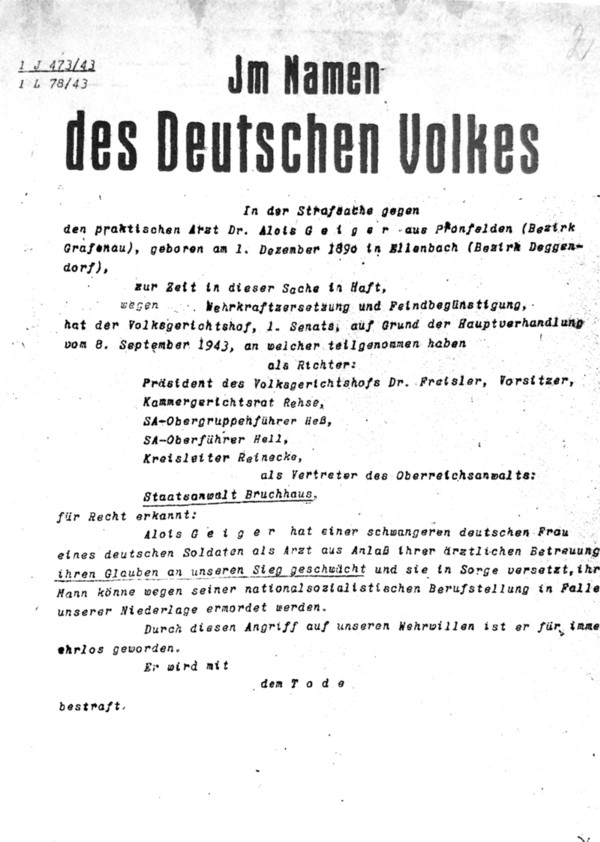
Todesurteil Alois Geiger
(8. September 1943)

### Beteiligung an Todesurteilen des Volksgerichtshofs
Bruchhaus war an den folgenden Todesurteilen als Ankläger beim Volksgerichtshof beteiligt und somit in letzter Konsequenz auch für die darauf folgenden Hinrichtungen verantwortlich, da er die Todesstrafe gefordert hatte:
- 9. Oktober 1942 gegen: Hanno Günther, Wolfgang Pander, Emmerich Schaper, Bernhard Sikorski
- 13. Oktober 1942 gegen: Alfred Schmidt-Sas
- 26. Juni 1942 gegen: Adam Leis, Anton Breitinger, Edmund German, Karl Götting, Otto Häuslein Wilhelm Hugo, Wilhelm Klöppinger und Julius Nees
- 2. Februar 1943 gegen: Herbert Neubeck, Kurt Garbarini, Hermann Geisen
- 8. September 1943 gegen: Alois Geiger, Wilhelm Friedrich Beuttel, Albert Alfred Kamradt
- 24. Mai 1944 gegen: Willi Seng
- 21. Juni 1944 gegen: Wanda Kallenbach
- 17. Dezember 1944 gegen: Philipp Schuberth

### Nach 1945
Nach dem Zweiten Weltkrieg amtierte Bruchhaus als Oberstaatsanwalt beim Landgericht Wuppertal. 1961 wurde er vorzeitig, aber mit vollen Bezügen pensioniert.
Ein Strafverfahren gegen Bruchhaus wurde im Juli desselben Jahres eingestellt. Es war im Februar 1958 auf Veranlassung der Witwe von Adam Leis eingeleitet worden. Leis war während des Zweiten Weltkriegs auf einen Antrag, der von Bruchhaus als Vertreter der Staatsanwaltschaft eingereicht worden war, zusammen mit fünf Gesinnungsfreunden zum Tode verurteilt und hingerichtet worden.
Eine 1980 von der Vereinigung der Verfolgten des Nazi-Regimes gegen Bruchhaus gestellte Strafanzeige wurde nicht verfolgt.

## Schriften
- Der Verarbeitungserwerb nach Bürgerlichem Recht, Köln 1928.